# Shine Your Light
Shine Your Light è un singolo dei disc jockey Master KG e David Guetta e del cantante Akon, pubblicato nel maggio 2021.

## Il brano
Il brano è stato realizzato con l'obiettivo di diffondere amore nel mondo.